# Grattugia
La grattugia è un utensile usato in cucina per ridurre gli alimenti in briciole o striscioline. L'azione di staccare piccole particelle viene eseguita da dentini affilati. Le grattugie sono costruite in metallo, oggi principalmente in acciaio inox, plastica, porcellana e in gres con dentellature e fori di molte dimensioni, in relazione al tipo di materiale da grattugiare e alla finezza delle particelle in cui lo si vuole ridurre. 
La grattugia tradizionale italiana è quella usata per grattugiare il parmigiano, quelle più vecchie erano realizzate forando con un chiodo una lamiera metallica: le punte che si vengono a formare sul retro, dopo che la punta del chiodo aveva rotto la superficie e il corpo del chiodo passando le aveva deformate lasciandole in posizione perpendicolare alla lamiera, staccano particelle di formaggio che cade nei fori finendo direttamente sui cibi o nel cassetto sottostante.

## Galleria d'immagini

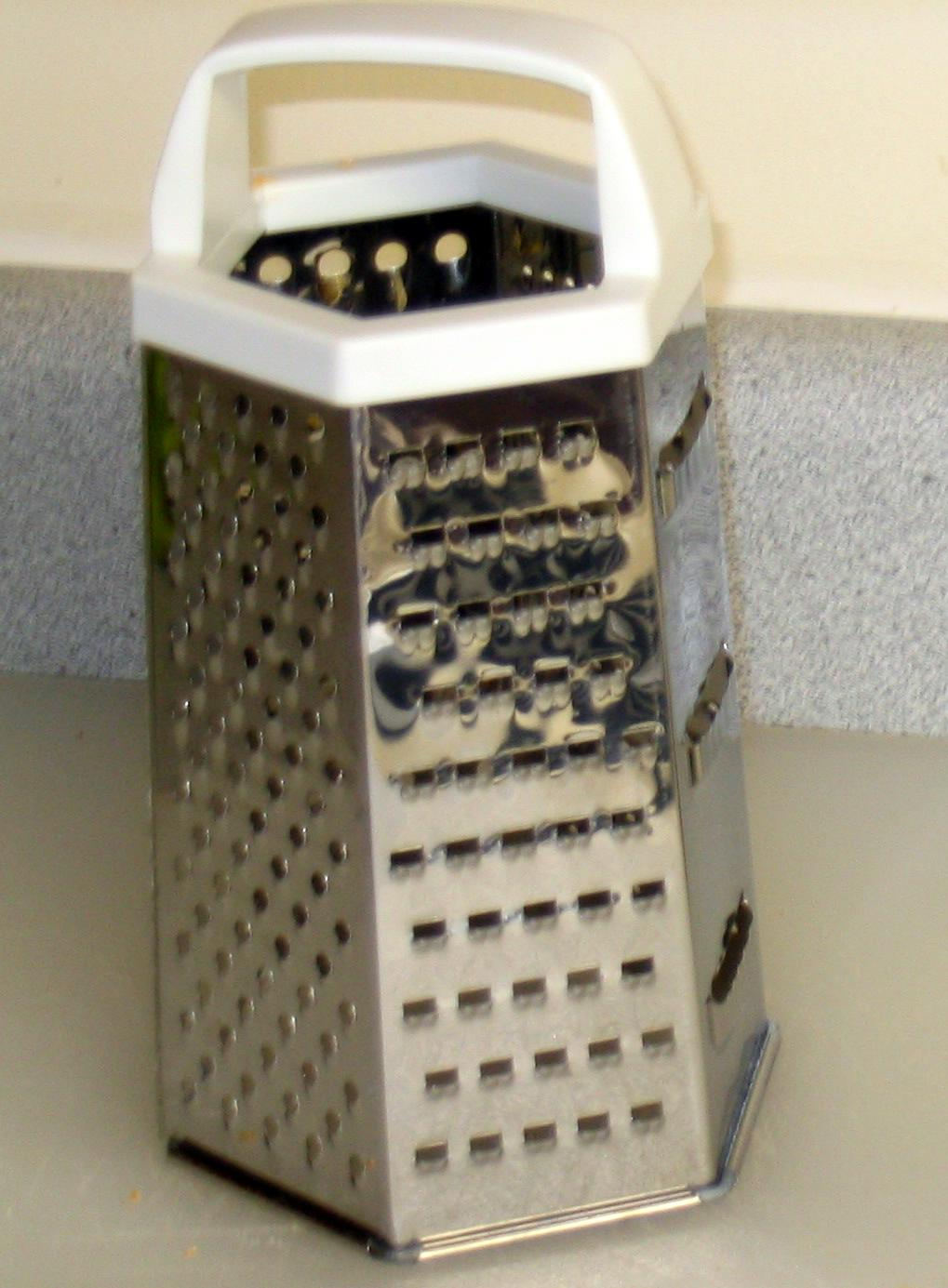
Grattugia multifunzione
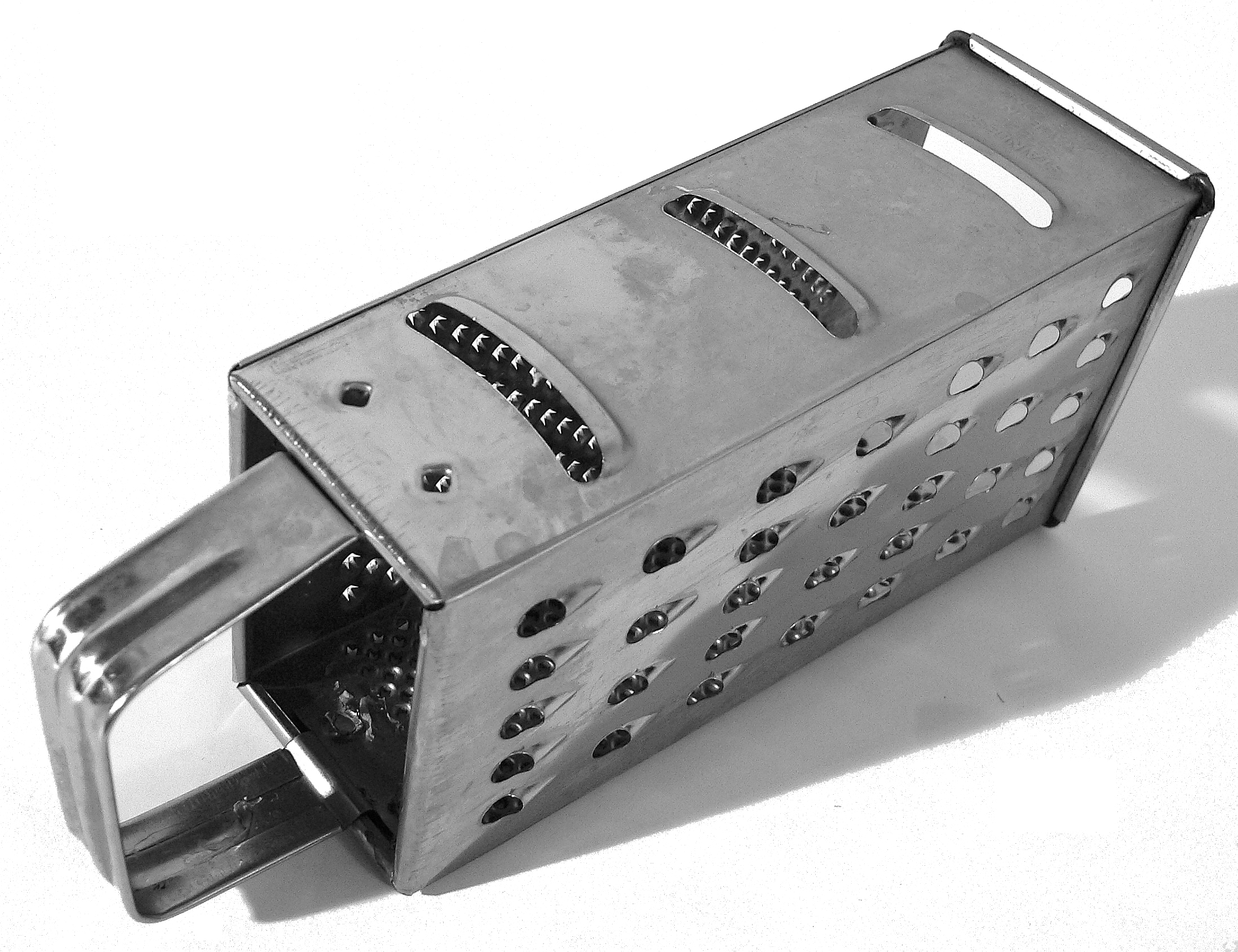
Per verdura
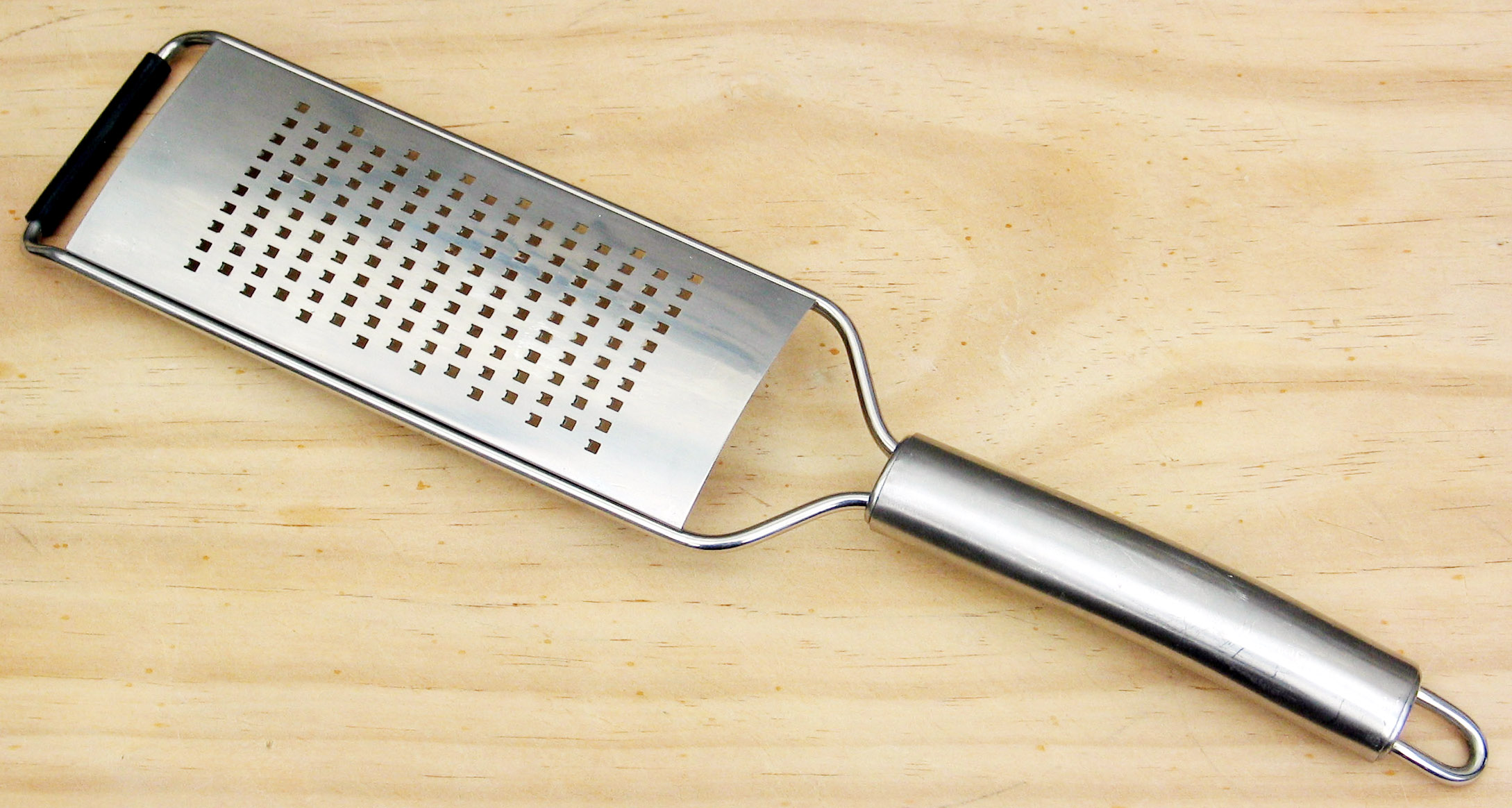
Per parmigiano
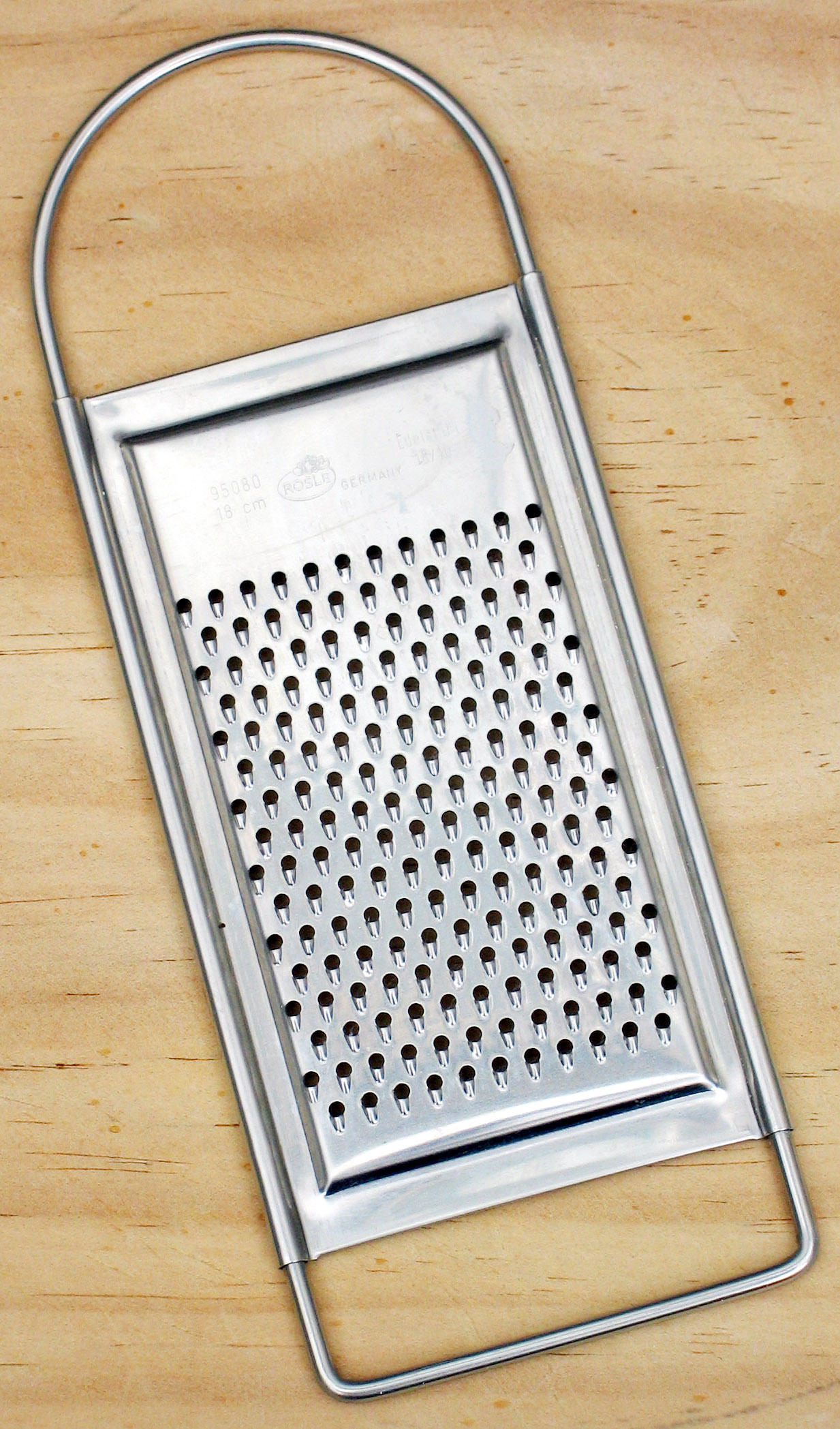
Piatta
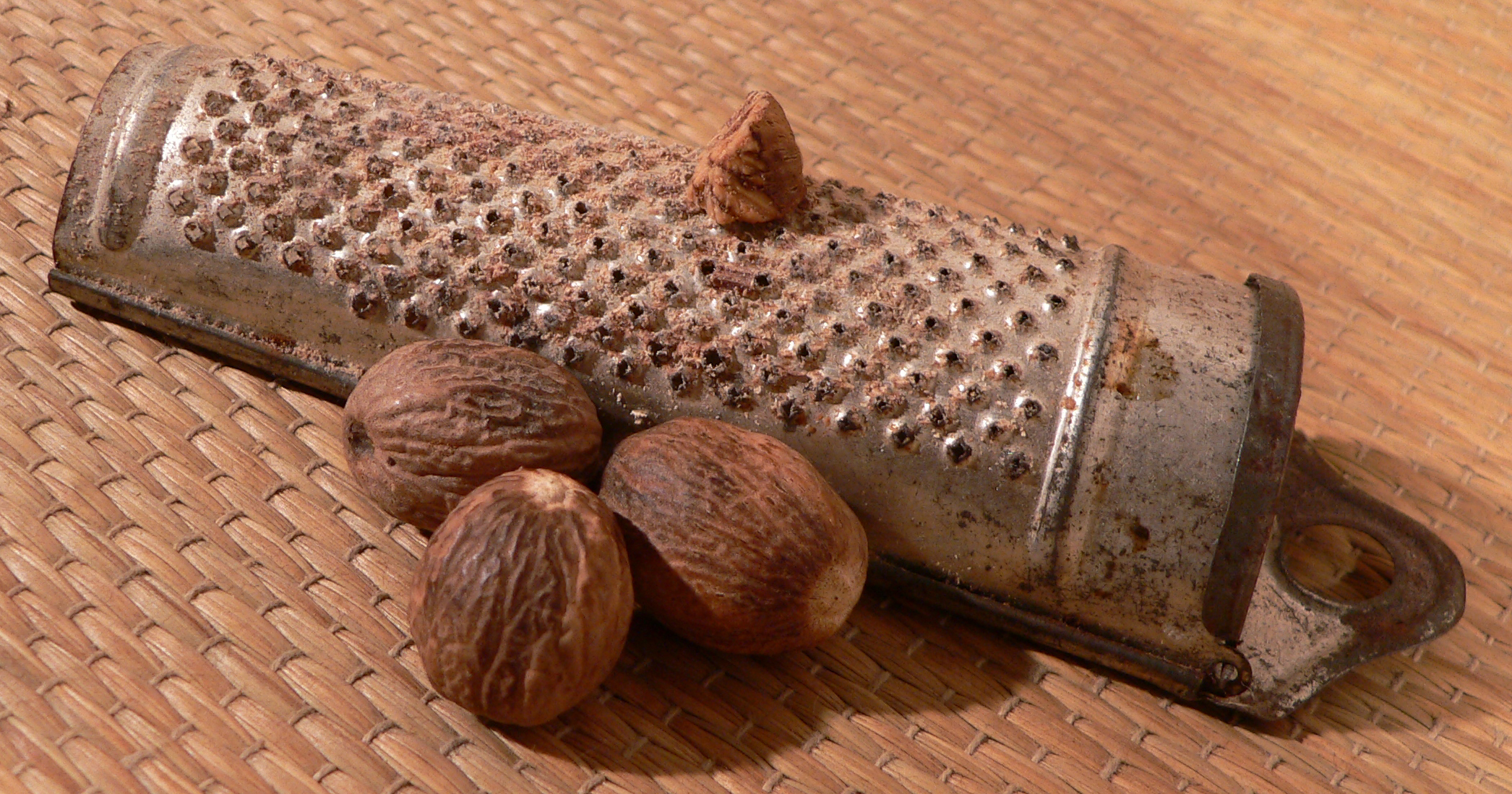
Per noce moscata
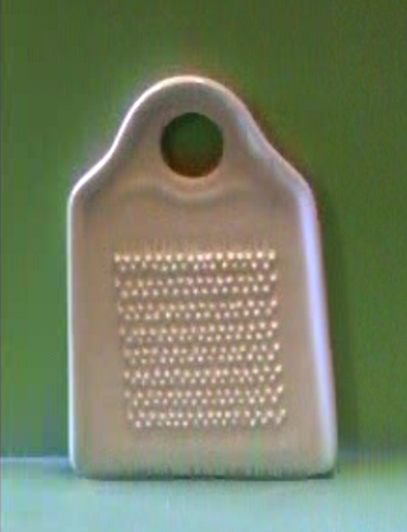
In porcellana per lo zenzero
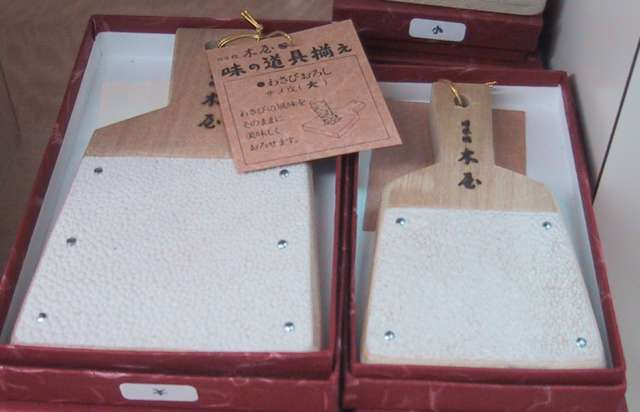
Oroshigane
In ferro, inizio XIX secolo
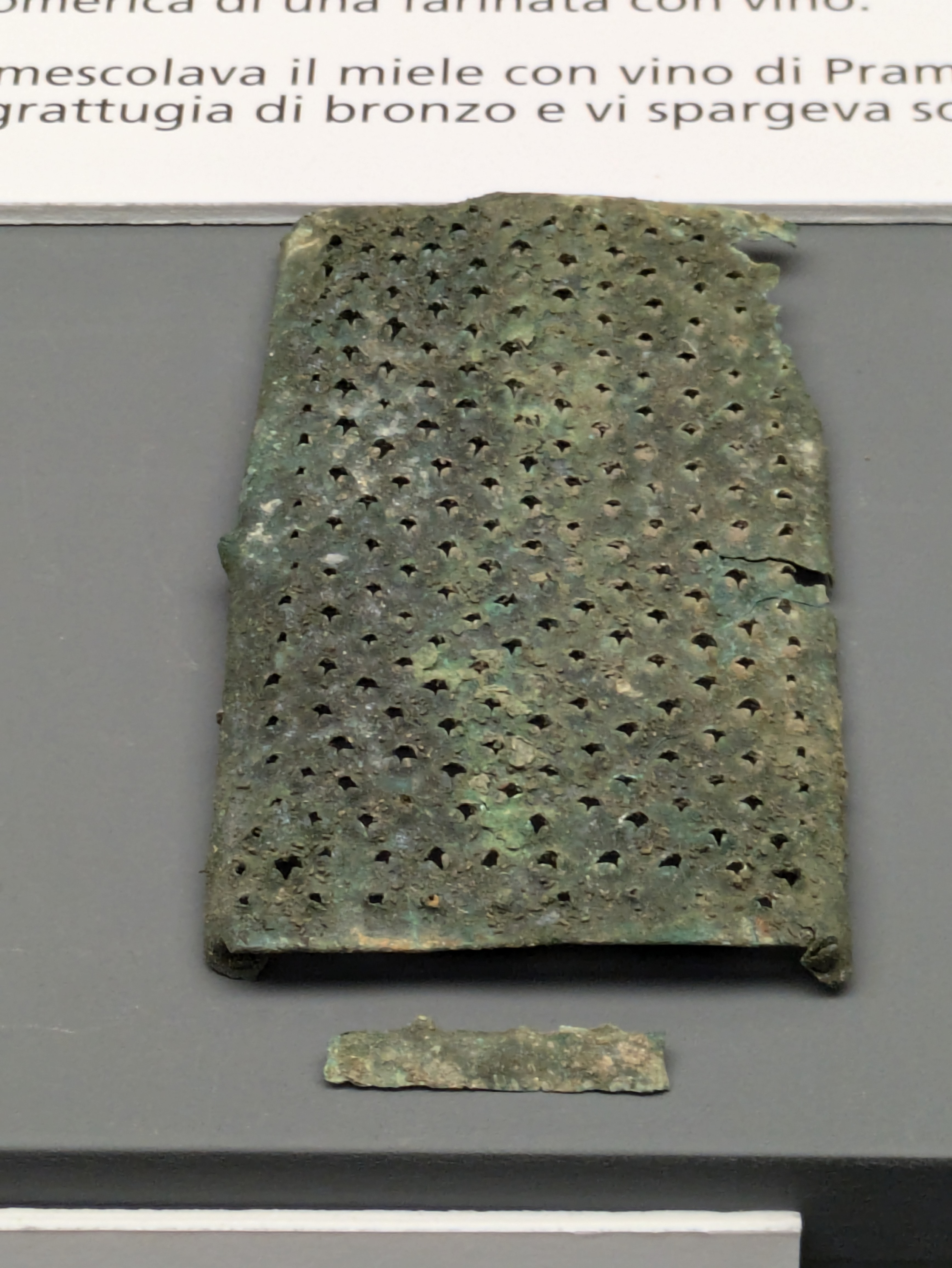
Grattugia preistorica, Museo archeologico, Genga (AN)